# Howard Rosenman
Howard Rosenman (Brownsville, 1º febbraio 1945) è un produttore cinematografico e attore statunitense.
Dall'inizio degli anni settanta, ha iniziato a lavorare come produttore cinematografico, ma nel 2008 con il film Milk ha anche esordito nel cinema.

## Filmografia parziale

### Attore
- Milk (2008)

### Produttore
- Il padre della sposa (1991)
- Una estranea fra noi (A Stranger Among Us), regia di Sidney Lumet (1992)
- The Family Man (2000)
- Chiamami col tuo nome (Call Me by Your Name), regia di Luca Guadagnino (2017)